# Marianne Schleiss
Marianne Schleiss (25. februar 1930 i København – 12. august 2005) var en dansk skuespillerinde. Hun blev student i 1949 og blev valgt til "Frøken København" i 1950. Hun blev benyttet meget som fotomodel, mens hun arbejdede som lægesekretær. En uddannelse som skuespiller opnåede hun aldrig, men fik alligevel nogen roller i diverse spillefilm, herunder Mod og mandshjerte (1955) og Far til fire på Bornholm (1959).